# 欧荨麻
欧荨麻（学名：Urtica urens）为荨麻科荨麻属的植物。分布在西伯利亚、亚洲、非洲、欧洲、高加索以及中国大陆的西藏、青海、辽宁、新疆等地，生长于海拔2,800米至2,900米的地区，多生长于林缘路边及住宅旁，目前尚未由人工引种栽培。